# Lomongo
Lomongo, auch Mongo oder Mongo-Nkundu (ISO-639-3: lol), ist die Sprache der Mongo in der Demokratischen Republik Kongo.
Das Verbreitungsgebiet erstreckt sich über den Süden der ehemaligen Provinz Équateur und den Nordosten der ehemaligen Provinz Bandundu. Die Sprache ist in zahlreiche Dialekte unterteilt. Mit etwa 400.000 Sprechern gehört sie zu den größeren Sprachen der Region. Die Sprache gehört zum nordwestlichen Zweig der Bantusprachen, zur Untergruppe C. Wie die meisten Bantusprachen ist auch Lomongo eine Tonsprache.